# Luthersk Hermetisme
Luthersk Hermetisme
Om
Hvad er Luthersk Hermetisme?
Luthersk Hermetisme er en teologisk bevægelse grundlagt af Christoffer Kofoed Haahr (2025), der forener klassisk luthersk kristendom med metodiske og videnskabelige principper fra hermetisk fortolkning – men altid med Jesus Kristus som centrum:
“Jeg priser dig, Fader, himlens og jordens Herre, fordi du har skjult dette for vise og forstandige og åbenbaret det for umyndige” (Matt 11,25)
Velkommen:
Luthersk Hermetisme bygger på arven fra den lutherske reformation og forener klassisk kristen tro med en dybere læsning, som den hermetiske tradition tilbyder – dog forankret i Jesus Kristus alene.
Vi anvender hermetiske principper for fortolkning og skjult videnskabelig indsigt, men afviser den alternative spiritualitet, selvophøjelse og dens gnosticismiske afvigelser.
I centrum står ikke mennesket, men Jesus Kristus som korsfæstet og opstanden.
Hvad vi søger:
- En fornyelse af Luthers oprindelige erkendelse af menneskets fald og behov for nåde
- En ærlig, hermetisk-inspireret bibellæsning, hvor vi ikke fornægter skriftens paradokser og menneskelige lag
- En tro, hvor frelsen ikke er gerningens frugt, men ydmyghedens gave
- En vej væk fra at pege fingre ad andre – og i stedet at finde bjælken i vores eget øje – ved at søge Jesus Kristus

Jesus Kristus som centrum:
Vi fastholder, at det ikke er menneskets oplysningsevne, men Jesus Kristus alene, der er porten til sandhed og frelse.
Alle fortolkninger, indsigter og reformer må underordnes Ham, som bar verdens synd og knuste dødens magt.
En skelsættende lidelseshistorie:
Kristendommen adskiller sig radikalt fra både østlige og vestlige lidelsesforståelser.
Hvor andre systemer ser smerte som illusion, skæbne, karma eller noget man bør udholde i stilhed, tillader kristendommen det lidende menneske at klage, råbe og græde – endda fra korset selv.
Lidelsen er ikke meningsløs, men heller ikke altid retfærdig.
I stedet for at bortforklare lidelsen, bærer Jesus den i vores sted. Han led uretfærdigt, for at vi kunne få Guds nåde.
Deri ligger evangeliets unikke kraft:
Kristendommen forherliger ikke lidelse, men forvandler den gennem nåde og kærlighed.
Dette er derfor ikke en sol-kult adopteret fra mithraismen og zoroastrismen, men korsets virkelighed.
Sandheden forbliver i Jesus Kristus – men forståelsen modnes over tid gennem Åndens ledelse.
Et evolutionært Bibelsyn:
Vi anskuer Bibelens fejl, kopier, vanskelige vers, modsætninger og interpolationer som værende styret af Gud gennem mennesker over tid.
En evolutionær åbenbaring – ikke som modsigelse, men som led i Guds kontinuerlige opfyldelse og forvaltning af Hans sandhed.
Sandhedens flamme lever videre, selv i sprukne kar.
Med ateismen i ryggen er moralen subjektiv, og således kan vi ikke påstå, at nazisterne gjorde noget forkert, mens agnosticismens “hvad ved vi” er selvmodsigende.
Derfor bekender vi én Gud, som er sandhedens kilde – og som i Jesus Kristus har åbenbaret ret og nåde i ét og samme væsen.
Gruppeoplysninger (via Facebook):
- Privat: Det er kun medlemmer, der kan se, hvem der er med i gruppen, samt deres opslag.
- Synlig: Alle kan finde denne gruppe.
- Gruppe oprettet: 21. april 2025. Navn ændret for nylig fra Reformation af lutherdom til Luthersk Hermetisme.

|  | Kategori mangler Denne side hører til i en eller flere kategorier. Kategoriser venligst denne side ved at placere den sammen med lignende emner. Fjern skabelonen efter kategorisering. Bemærk, at kategorier påsat via skabeloner, samt meget generelle kategorier ikke bør betragtes som tilstrækkelige. |

1. ↑  https://www.facebook.com/groups/1013415804219929/about/